# Diocesi di Germaniciana
La diocesi di Germaniciana (in latino Dioecesis Germanicianensis) è una sede soppressa e sede titolare della Chiesa cattolica.

## Storia
Germaniciana, nell'odierna Tunisia, è un'antica sede episcopale della provincia romana di Bizacena.
Unico vescovo conosciuto di questa diocesi africana è Giambo (Iambus), che prese parte al concilio di Cartagine convocato il 1º settembre 256 da san Cipriano per discutere della questione relativa alla validità del battesimo amministrato dagli eretici, e figura al 42º posto nelle Sententiae episcoporum.
Dal XIX secolo Germaniciana è annoverata tra le sedi vescovili titolari della Chiesa cattolica; dall'8 agosto 2017 il vescovo titolare è Andriy Rabiy, vescovo ausiliare di Winnipeg.

## Cronotassi

### Vescovi
- Giambo † (menzionato nel 256)

### Vescovi titolari
- Gustavo de Belrupt-Tyssac † (13 dicembre 1880 - 9 giugno 1895 deceduto)[2]
- Manuel Segundo Ballón Manrique † (3 dicembre 1896 - 24 agosto 1898 nominato vescovo di Arequipa)[2]
- Everhard Illigens † (28 febbraio 1909 - 2 gennaio 1914 deceduto)[2]
- Alois Hartl † (13 giugno 1921 - 22 luglio 1923 deceduto)
- Juan Sastre y Riutort, C.M. † (29 aprile 1924 - 23 marzo 1949 deceduto)
- Joseph Guffens, S.I. † (14 luglio 1949 - 21 giugno 1973 deceduto)
- Marco René Revelo Contreras † (14 luglio 1973 - 25 febbraio 1981 nominato vescovo di Santa Ana)
- Filomeno Gonzales Bactol (29 luglio 1981 - 29 novembre 1988 nominato vescovo di Naval)
- Rafael Sanus Abad † (3 febbraio 1989 - 13 maggio 2010 deceduto)
- Venedykt (Valerij) Aleksijčuk, M.S.U. (3 agosto 2010 - 20 aprile 2017 nominato eparca di San Nicola di Chicago)
- Andriy Rabiy, dall'8 agosto 2017